# Elisra
Elisra Group es un fabricante israelí de aparatos electrónicos de alta tecnología para uso militar, principalmente pero no exclusivamente, que incluye equipos de comunicación electrónica y vigilancia, seguimiento de misiles y control de sistemas, equipos de radar y lidar. El grupo está compuesto por tres empresas: Elisra Electronic Systems, Tadiran Electronic Systems Ltd. y Tadiran Spectralink Ltd.

## Historia

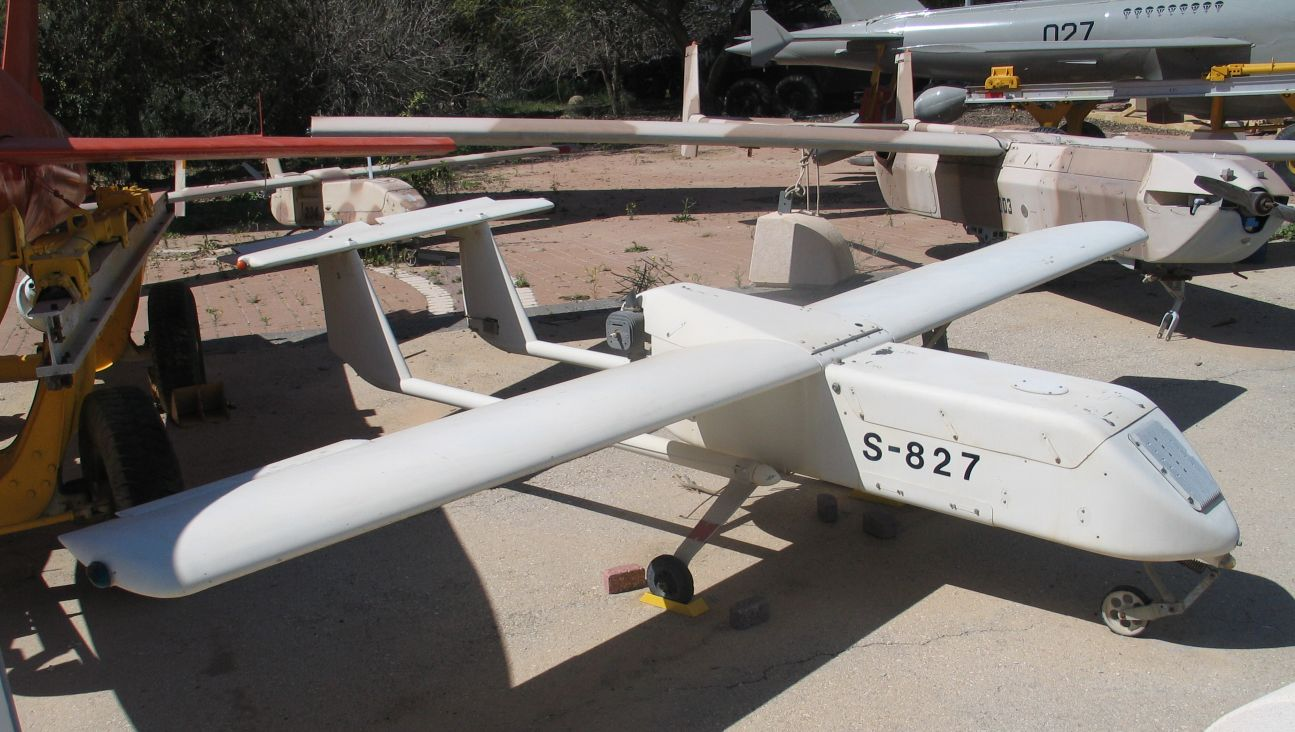
Tadiran-Mastiff III en exposición.

Elisra anteriormente era propiedad de Elbit Systems (70%) e Israel Aerospace Industries (IAI) (30%); sin embargo, Elbit adquirió parte del IAI y Elisra ahora es una subsidiaria de Elbit.
Al año 2000, Elisra Electronic Systems suministraba sistemas de alerta de misiles, sistemas interferidores, y sistemas de detección láser y de radiación infrarroja para varios tipos de buques, aeronaves y tierra de las fuerzas de defensa de Israel.  Tadiran Electronic Systems, fabrica el VANT Tadiran Mastiff, utilizado por las FDI durante la guerra de Líbano de 1982.